# Accipiter francesiae
Lo sparviero di Frances (Accipiter francesiae A. Smith, 1834) è un uccello rapace della famiglia degli Accipitridi diffuso nella regione malgascia.

## Descrizione

### Dimensioni
Misura 28–35 cm di lunghezza, per un peso di 104-140 g nel maschio e di 112-185 g nella femmina; l'apertura alare è di 40–54 cm.

### Aspetto
Questo piccolo rapace possiede un becco relativamente grande, corte ali appuntite, una lunga coda, zampe piuttosto allungate ma piedi corti. I sessi differiscono tra loro nell'aspetto. La femmina è in media più grande del 13%. I giovani hanno un piumaggio abbastanza simile a quello della femmina.
Nel maschio adulto della sottospecie nominale, le parti superiori sono grigio scuro, ma la testa è leggermente più chiara. La coda presenta una banda subterminale nera. Le regioni inferiori sono bianche con un numero variabile di sottili barre rosse o grigio-brunastre sul petto e sulla parte alta dei fianchi. La femmina presenta parti superiori marroni che contrastano con il grigio del cappuccio e dei lati della testa. La coda è barrata. Le parti inferiori sono bianche, barrate di bruno-rossastro. I giovani non sono molto diversi dalle loro madri. Tuttavia, si distinguono per le parti superiori di colore bruno-rossastro striate di bianco sul sopracciglio e sulla nuca, nonché per le barre più larghe e più marroni sulle parti inferiori. L'iride, la cera e le zampe sono tutte più o meno giallastre, ma il maschio ha l'iride leggermente più arancione. I giovani hanno la cera e le zampe più chiare e più verdastre. Le diverse sottospecie si distinguono per le dimensioni più piccole e l'assenza di dimorfismo. La razza griveaudi è più piccola di quella nominale; gli esemplari di entrambi i sessi hanno un piumaggio che assomiglia a quello del maschio della razza nominale, ma con il petto sfumato e vermicolato di rosa-salmone; quattro bande sono visibili sulla coda. La razza pusillus è anch'essa più piccola. Le parti inferiori sono bianche con una sfumatura grigia limitata ai lati del petto e alla parte alta dei fianchi. Le barre delle parti inferiori sono appena visibili. Nella razza brutus, entrambi i sessi hanno un piumaggio simile a quello della femmina della sottospecie nominale, con parti superiori marroni chiare, guance chiare e testa più grigia. Le parti inferiori sono bianche con barre rosse molto pronunciate sul petto. I maschi non possono essere confusi con nessun altro accipitride endemico del Madagascar. Le femmine e i giovani ricordano più o meno lo sparviero del Madagascar (Accipiter madagascariensis), anche se quest'ultimo ha ali più arrotondate, coda più corta e più squadrata e strisce nere più sottili sulle parti inferiori.

### Voce
Gli sparvieri di Frances emettono dei kee kee kee penetranti, ma lanciano anche dei quit quit quit quit striduli che ricordano vagamente il grido dell'astore africano (Accipiter tachiro). Ignoriamo, tuttavia, quale sia la funzione di tutte queste grida.

## Biologia
Gli sparvieri di Frances sono uccelli sorprendentemente disinvolti e avvicinabili, il che consente di osservarli con facilità. Si appollaiano generalmente in ambienti aperti, su un ramo morto o su un palo. Questi uccelli vivono solitamente in coppia, anche al di fuori della stagione di nidificazione. Amano planare al di sopra degli alberi, ma non abbiamo a disposizione una descrizione dettagliata delle loro parate aeree. Gli sparvieri di Frances sono probabilmente sedentari. Nelle Comore, sembra non esserci apparentemente nessun movimento da un'isola all'altra. Tuttavia, dopo l'involo, i giovani sono soggetti a movimenti di dispersione.

### Alimentazione
Gli sparvieri si nutrono principalmente di rettili, in particolare di camaleonti. Anche insetti di grandi dimensioni come locuste e coleotteri costituiscono una parte importante della dieta. Anfibi, piccoli uccelli e piccoli mammiferi come i roditori integrano il menu. A differenza di molti rapaci del genere Accipiter, questi astori cacciano quasi esclusivamente alla posta, fiondandosi dai loro posatoi per catturare le loro prede sul terreno o nel fogliame. Per fare questo, talvolta il maschio e la femmina collaborano tra loro.

### Riproduzione
Gli sparvieri di Frances si riproducono da settembre a febbraio. Costruiscono una struttura piuttosto grande fatta di pezzi di legno e rivestita con foglie. Un nido rinvenuto in una piantagione di manghi misurava 35 centimetri di diametro e all'interno era tappezzato di chiodi di garofano. Il nido di solito è situato tra 4,5 e 15 metri di altezza dal suolo in una foresta o in una piantagione; talvolta viene costruito in un ciuffo di epifite. La covata comprende in media da 3 a 5 uova. La durata dell'incubazione e del soggiorno dei giovani nel nido è ancora sconosciuta.

## Distribuzione e habitat
Originariamente, gli sparvieri di Frances frequentavano quasi esclusivamente le foreste primarie e le savane alberate, ma recentemente si sono adattati a vivere nelle foreste degradate e nei boschetti in corso di rigenerazione. Si trovano anche nei terreni coltivati ove crescano alcuni alberi, nei parchi, nei grandi giardini e nelle piantagioni di palme da cocco, caffè, sisal, manghi o altri alberi da frutto. Nelle Comore, frequentano anche le mangrovie. Gli sparvieri di Frances possono essere osservati ad altitudini che vanno dal livello del mare fino a 2000 metri.
Gli sparvieri di Frances sono endemici del Madagascar e delle Comore. Nella prima di queste regioni sono comuni in tutta l'isola, nonostante siano più rari nella sua parte meridionale. Nelle Comore, la loro presenza è incerta a Mohéli e sono praticamente scomparsi da Anjouan.

## Tassonomia
Questa specie viene ufficialmente suddivisa in quattro sottospecie:
- A. f. francesiae A. Smith, 1834, la sottospecie nominale, diffusa in tutto il Madagascar;
- A. f. griveaudi Benson, 1960, diffusa a Grande Comore;
- A. f. pusillus † (Gurney Sr., 1875), diffusa ad Anjouan;
- A. f. brutus (Schlegel, 1865), diffusa a Mayotte.

## Conservazione
È il più comune dei tre rapaci del genere Accipiter che vivono nel Madagascar. Tuttavia, è piuttosto raro nelle regioni aride del sud dell'isola. Nelle Comore, il suo stato di conservazione differisce molto a seconda delle isole. È piuttosto raro a Grande Comore e sull'orlo dell'estinzione ad Anjouan. Al contrario, è piuttosto comune a Mayotte, specialmente nella parte occidentale dell'isola e a basse altitudini. La superficie totale del suo areale si approssima ai 600.000 chilometri quadrati e si stima che supporti la presenza di almeno 40.000 coppie. Stando così le cose, gli effettivi globali dovrebbero raggiungere più di 100.000 individui, compresi giovani e immaturi. La sua grande adattabilità alle piantagioni e ai giardini è una garanzia di successo per il futuro. L'astore di Frances è considerato da tutte le organizzazioni competenti come «specie a rischio minimo» (Least Concern).